# Лас Бела (ханство)
Лас Бела — туземное княжество Британской Индии, существовавшее на территории Белуджистана (на побережье Аравийского моря) до середины XX века.

## История
Ханство было основано в 1742 году. Его правители считали себя потомками Джамшида, и потому титуловались «Джам сахиб». Формально ханство Лас Бела считалось вассалом Калата, но «The Imperial Gazetteer of India» отмечает, что оно было фактически независимым.
В XIX веке ханство установило отношения с британцами.
В 1897—1907 гг. в ханстве выходили свои почтовые марки.
После раздела Британской Индии ханства Калат, Харан, Лас Бела и Макран объединились 3 октября 1952 года в Союз государств Белуджистана.
Ныне территория округа Ласбела в пакистанской провинции Белуджистан.

## Список правителей
- 1742—1765 Али-хан I
- 1765—1776 Гулям-шах
- 1776—1818 Мир-хан I
- 1818—1830 Али-хан II
- 1830—1869 Мир-хан II (1-й срок)
- 1869—1877 Али-хан III (1-й срок)
- 1877—1888 Мир-хан II (2-й срок)
- 1888—1896 Али-хан III (2-й срок)
- 1896-1921 Камал-хан
- 1921-1937 Гулям Мухаммад-хан
- 1937-1955 Гулям Кадир-хан